# Cepeca (film)
Cepeca este un film românesc din 1970 regizat de Ion Moscu.